# Beziehungen zwischen Kambodscha und den Vereinigten Staaten
Die Beziehungen zwischen Kambodscha und den Vereinigten Staaten bezeichnen das zwischenstaatliche Verhältnis zwischen Kambodscha und den Vereinigten Staaten (USA). Beide Länder nahmen 1950 diplomatische Beziehungen auf und Kambodscha wurde während des Vietnamkriegs das Opfer einer US-amerikanischen Bombenkampagne, welche das Land destabilisierte und einer der Faktoren war, der den Roten Khmer 1975 die Machtübernahme ermöglichte. Während der Zeit des Demokratischen Kampuchea (1975–1979) und der Volksrepublik Kampuchea (1979–1989) bestanden keine diplomatischen Beziehungen mit den USA. Erst nach dem Abzug vietnamesischer Truppen aus Kambodscha wurden 1991 wieder diplomatische Beziehungen aufgenommen. Seitdem hat Kambodscha mit den USA weitgehend kooperative Beziehungen etabliert und die USA sind der wichtigste Abnehmer kambodschanischer Textilexporte. Politisch steht Kambodscha aber näher an der Volksrepublik China und aufgrund von Verletzungen demokratischer Normen haben die USA Sanktionen gegen die Regierung Kambodschas erhoben.

## Geschichte

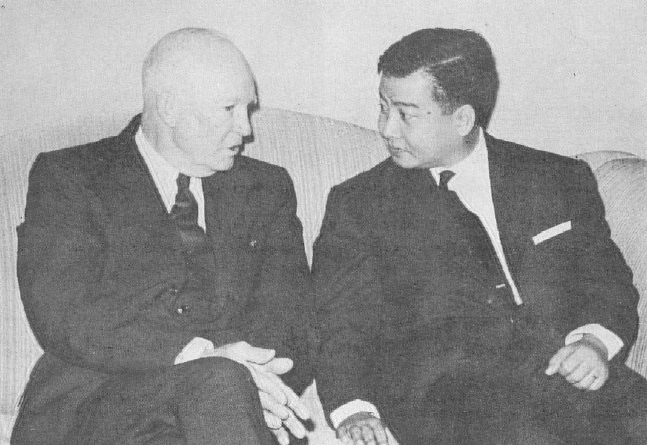
Dwight D. Eisenhower und Norodom Sihanouk (1959)

Die USA und Kambodscha nahmen 1950 mit Kambodscha diplomatische Beziehungen auf, als das Land noch Teil der Französischen Union war. Nach der Unabhängigkeit Kambodschas 1953 leisteten die USA dem Land militärische und wirtschaftliche Unterstützung, darunter waren Gelder für den Bau einer Straße zur Hafenstadt Sihanoukville, die Kambodscha den ersten direkten Zugang zum Meer und zum südwestlichen Hinterland ermöglichte. Während des Vietnamkriegs nahm das Königreich Kambodscha in den 1960er Jahren eine neutrale Haltung ein und tolerierte die Aktivitäten Nordvietnams auf seinem Staatsgebiet, was die USA verärgerte. Prinz Norodom Sihanouk kündigte 1963 einen Hilfsvertrag mit USAID und brach 1965 die diplomatischen Beziehungen zu den USA ab, um das Land aus dem Krieg herauszuhalten. Im selben Jahr begannen die USA die Nachschublinien des Vietcong in Kambodscha im Geheimen zu bombardieren.
Die USA unter Richard Nixon und dem Einfluss von seinem Berater Henry Kissinger entschlossen sich im März 1969, die Operation Menu zu starten und die Bombardierung Kambodschas zu intensivieren, was angeblich von Prinz Sihanouk geduldet worden sein soll. Sihanouk nahm die Beziehungen zu den USA  im Juli 1969 wieder auf und versprach, gegen die Kommunisten vorzugehen. In Flächenbombardements warfen die USA bis Mai 1970 mehr Bomben über Kambodscha ab, als während des gesamten Zweiten Weltkriegs über ganz Japan abgeworfen worden waren. Zahllose Dörfer und wertvolles Agrarland wurden durch die zerstörerischen Bombenangriffe vernichtet. Zwischen 50.000 und 150.000 Zivilisten wurden durch die amerikanische Bombenkampagne getötet. Andere Quellen sprechen von 600.000 Toten in Kambodscha. Im März 1970 wurde Norodom Sihanouk durch einen von den USA unterstützten Militärputsch gestürzt, der die pro-westliche Republik Khmer unter General Lon Nol an die Macht brachte. Dies verschärfte den Bürgerkrieg zwischen der Regierung und den Roten Khmer, einer radikalen kommunistischen Guerillabewegung, die von Sihanouk aus dem Exil, der maoistischen Volksrepublik China und Nordvietnam unterstützt wurde. Die USA unterstützen die Khmer National Armed Forces gegen die Roten Khmer, die US-Bombenkampagne hatte das Land allerdings destabilisiert und die Unterstützung der Landbevölkerung für die Aufständischen erhöht. Die Bombardierung Kambodschas wurde 1973 eingestellt, als die USA ihr Engagement in Vietnam beendeten, zwei Jahre später konnten die Roten Khmer schließlich die Hauptstadt Phnom Penh einnehmen.

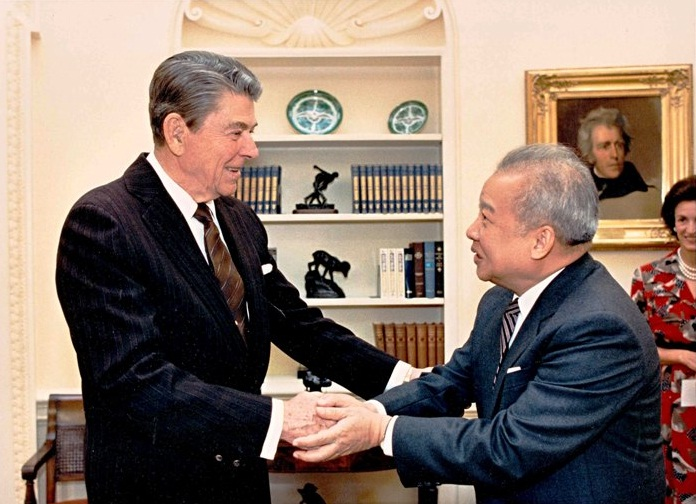
Ronald Reagan und Norodom Sihanouk (1988)

Nach der Einnahme von Phnom Penh zogen die USA ihr diplomatisches Personal ab. Die Beziehungen verschlechterten sich weiter nach dem Mayaguez-Zwischenfall im Mai 1975, als die Marine der Kambodschanische Revolutionsarmee die SS Mayaguez kaperte und das US Marine Corps mit einem Angriff auf die Insel Koh Tang reagierte. Die Roten Khmer etablierten eine Terrorherrschaft in Kambodscha. Während ihrer vierjährigen Herrschaft töteten sie ein Viertel der Bevölkerung (1,7 Millionen Menschen). Sie ließen Geld, Religion und Privatbesitz abschaffen, lösten alle Städte auf und verfolgten ethnische Minderheiten. Die Vereinigten Staaten verurteilten den brutalen Charakter des Demokratischen Kampuchea zwischen 1975 und 1979 unter den Roten Khmer. Die Tatsache, dass ihr Regime im kambodschanisch-vietnamesischen Krieg von Vietnam gestürzt wurde, das von den Vereinigten Staaten nach ihrer Niederlage im Vietnamkrieg als feindliche Macht betrachtet wurde, führte jedoch dazu, dass die USA die vietnamesische Invasion verurteilten. Die Koalitionsregierung des Demokratischen Kampuchea (zu der auch die Roten Khmer gehörten) wurde infolge von den USA (und der VR China) als rechtmäßige Regierung Kambodschas anerkannt. Nach dem Sturz der Roten Khmer unterstützen die USA die Guerillas und halfen der Organisation zu überleben, um das neue pro-vietnamesische Regime in Kambodscha zu schwächen. Unter Zbigniew Brzeziński soll die US-Regierung Thailand überzeugt haben, mit der VR China beim Wiederaufbau der Roten Khmer zu kooperieren. Andere Quellen berichten von umfangreichen Kämpfen zwischen den von den USA unterstützten Kräften der Nationalen Befreiungsfront des Khmer-Volkes und den Roten Khmer.
Die Vereinigten Staaten unterstützten in den 1980er Jahren die Bemühungen der ASEAN um eine politische Beilegung des kambodschanischen Bürgerkriegs unter Einbeziehung der Roten Khmer in die Regierung. Dies wurde am 23. Oktober 1991 erreicht, als der Vertrag von Paris zur Beilegung des Bürgerkriegs unterzeichnet wurde. Am 3. Januar 1992 hoben die USA ihr Embargo gegen Kambodscha auf und normalisierten damit die wirtschaftlichen Beziehungen zu dem Land. Die USA beendeten auch ihre generelle Ablehnung der Kreditvergabe an Kambodscha durch internationale Finanzinstitutionen. Als am 24. September 1993 die frei gewählte königliche Regierung Kambodschas gebildet wurde, nahmen die Vereinigten Staaten und das Königreich Kambodscha wieder volle diplomatische Beziehungen auf. Die 1991 errichtete US-Mission wurde 1994 zu einer Botschaft aufgewertet.

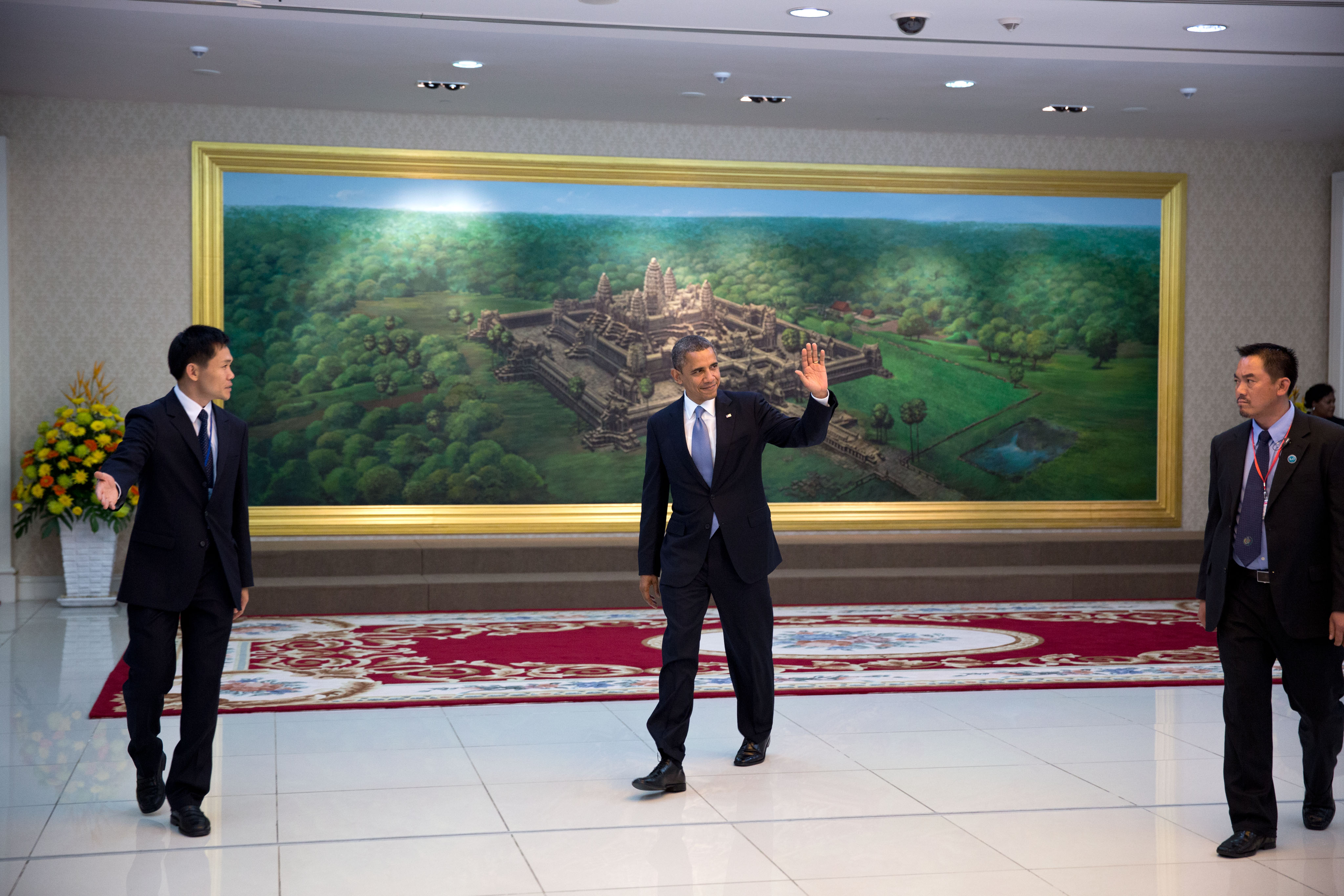
Barack Obama in Phnom Penh (2012)

Der Besuch von Präsident Barack Obama in Phnom Penh im Jahr 2012 ging als erster Besuch eines US-Präsidenten in Kambodscha in die Geschichte ein. Die belastete Vergangenheit beider Staaten erwähnte er bei seinem Besuch nicht.
Ab 2017 wurden die Beziehungen zwischen den beiden Ländern zunehmend angespannt, da die Vereinigten Staaten der demokratische Rückschritt Kambodschas und dessen engen militärischen Beziehungen mit der Volksrepublik China störten. Ende 2017 verbot die kambodschanische Regierung die Nationale Rettungspartei Kambodschas, die größte Oppositionspartei des Landes, kurz vor den Wahlen zur Nationalversammlung 2018 und machte damit den Weg für die regierende Kambodschanische Volkspartei frei, was die USA dazu veranlasste, Sanktionen gegen hochrangige kambodschanische Beamte zu verhängen. Im Jahr 2020 riss Kambodscha ein von den USA finanziertes und gebautes taktisches Hauptquartier der kambodschanischen Marine ab und legte anschließend den Grundstein für den neuen, von Peking finanzierten Marinestützpunkt Ream bei Sihanoukville. Nach den Parlamentswahlen 2023 haben die USA Sanktionen gegen Kambodscha verhängt, weil sie der Regierung Wahlbetrug vorwarfen, und riefen Premierminister Hun Sen zum Rücktritt auf. Hun Sen trat später zurück und übergab die Macht an seinen Sohn Hun Manet.

## Wirtschaftsbeziehungen
Die USA sind der mit Abstand größte Exportmarkt für Kambodscha und knapp 40 Prozent der Exporte des Landes gingen in die USA. 2021 lagen die Güterexporte bei 8,7 Milliarden US-Dollar, der Großteil davon waren Kleidung und Schuhe. Die USA haben auch Entwicklungshilfe an das Land geleistet.

## Diplomatische Standorte
- Kambodscha hat eine Botschaft in Washington, D.C.
- Die Vereinigten Staaten haben eine Botschaft in Phnom Penh.

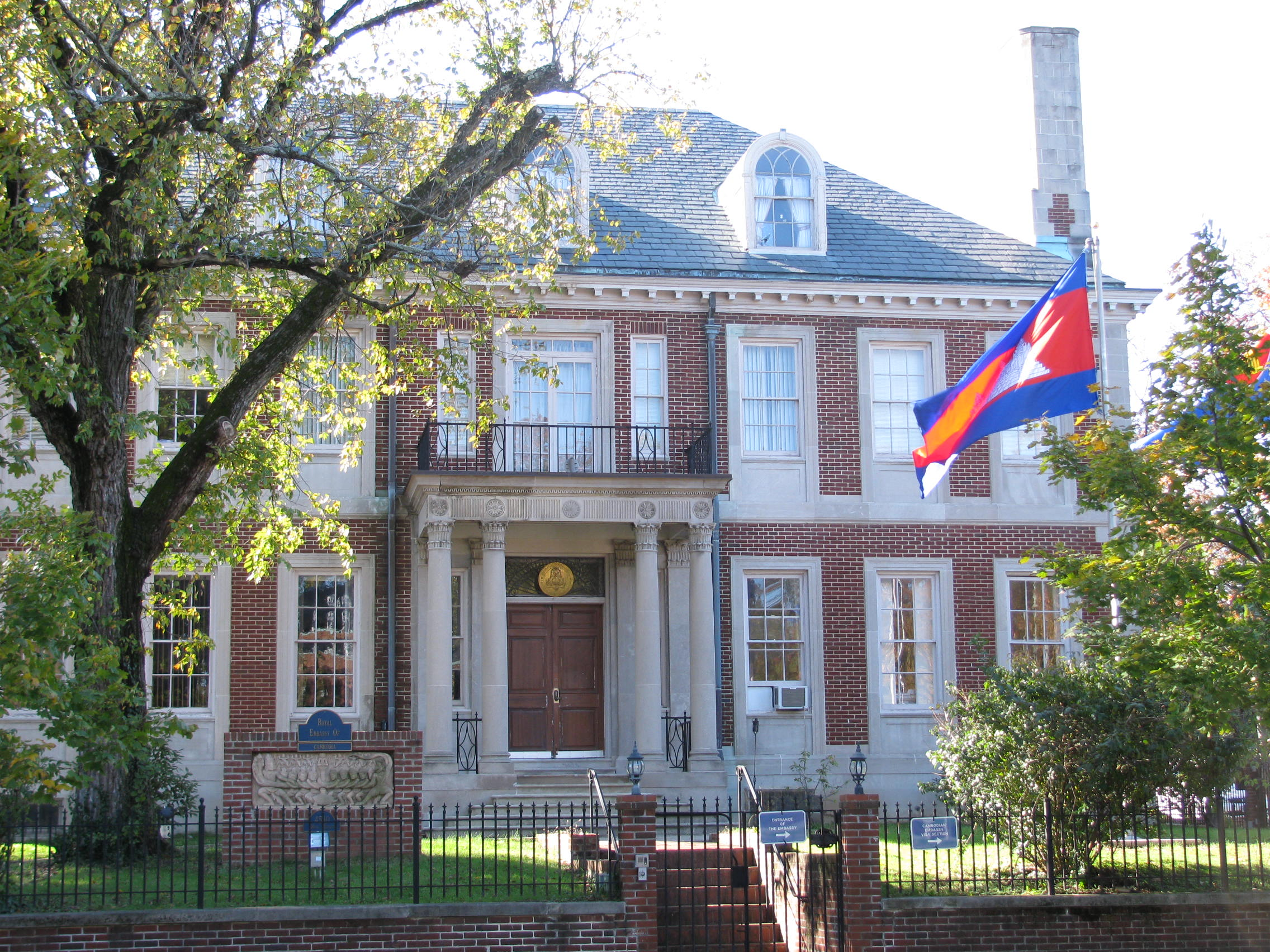
Kambodschanische Botschaft in Washington, D.C.
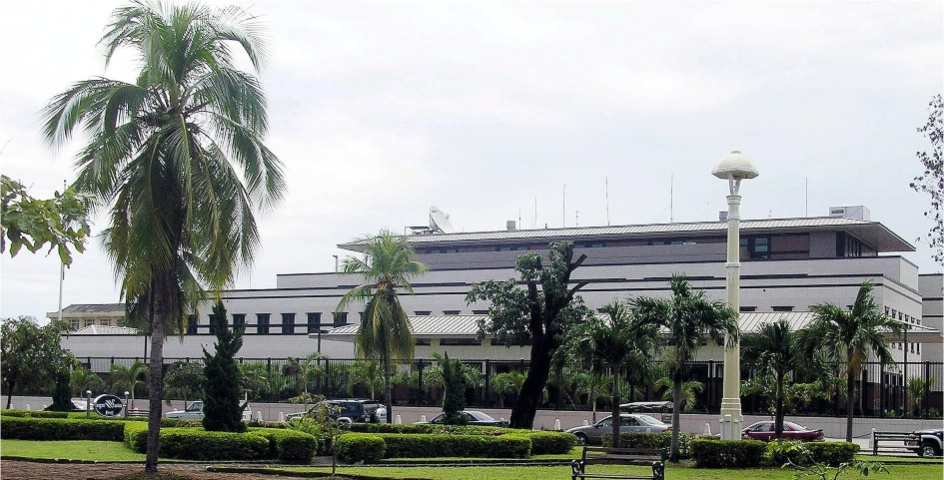
US-Botschaft in Phnom Penh